# Cryptocellus verde
Espèce
Cryptocellus verde est une espèce de ricinules de la famille des Ricinoididae.

## Distribution
Cette espèce est endémique du Costa Rica. Elle se rencontre vers Monteverde.

## Description
Le mâle holotype mesure 4,21 mm.

## Étymologie
Son nom d'espèce lui a été donné en référence au lieu de sa découverte, Monteverde.

## Publication originale
- Platnick & Shadab, 1981 : On the Cryptocellus centralis group (Arachnida, Ricinulei). Bulletin of the American Museum of Natural History, no 170, p. 18-22 (texte intégral).